# Malcolm Caldwell
James Alexander Malcolm Caldwell (27 tháng 9 năm 1931 – 23 tháng 12 năm 1978) là một học giả người Anh và là một nhà văn chủ nghĩa Marx. Ông là một nhà phê bình nhất quán về chính sách đối ngoại của Mỹ, một nhà vận động cho các phong trào cộng sản và xã hội chủ nghĩa châu Á, và là người ủng hộ Khmer Đỏ. Caldwell đã bị sát hại, trong hoàn cảnh bí ẩn, vài giờ sau khi gặp Pol Pot ở Campuchia.

## Thiếu thời và sự nghiệp
Malcolm Caldwell chào đời tại Stirling, Scotland, con trai của một kiến trúc sư. Gia đình dọn đến Kirkcudbright là nơi mà cha ông, Archibald Thomson Caldwell được bổ nhiệm làm Kiến trúc sư Quận cho Kirkcudbrightshire; ông giữ chức vụ này từ năm 1950 cho đến khi qua đời vào năm 1957. Malcolm được đào tạo tại Học viện Kirkcudbright với tư cách là Dux (học sinh lớp nhất) vào năm 1949.  Lưu trữ ngày 20 tháng 4 năm 2019 tại Wayback Machine Ông có bằng cấp của Đại học Nottingham và Đại học Edinburgh. Ông hoàn thành nghĩa vụ quân sự hai năm trong quân đội Anh, trở thành một trung sĩ trong Quân đoàn Giáo dục Lục quân. Năm 1959, ông gia nhập Trường Nghiên cứu phương Đông và châu Phi tại Đại học London với tư cách là nghiên cứu sinh. Mặc dù ông gặp phải sự phản đối bảo thủ trong Trường, ông vẫn ở trong khoa của mình suốt đời. Cũng là một học giả, ông là một nhà hoạt động chính trị cấp tiến và tận tụy. Ông đã tận tình chỉ trích chính sách đối ngoại và kinh tế tư bản phương Tây, đặc biệt chú ý đến chính sách của Mỹ. Ông là biên tập viên sáng lập của tờ Journal of Contemporary Asia (Tập san châu Á Đương đại), một tạp chí liên quan đến các phong trào cách mạng ở châu Á. Năm 1978, Caldwell là một trong những ứng cử viên của Đảng Lao động tại khu vực St Mary trong cuộc bầu cử địa phương ở Sidcup, Bexley.

## Bị giết ở Campuchia
Caldwell là một trong những người biện hộ đáng tin cậy nhất của chế độ Pol Pot. Ông thường cố gắng hạ thấp các báo cáo về các vụ hành quyết hàng loạt của Khmer Đỏ ở Campuchia và bị nhiều nhà chức trách chỉ trích vì làm như vậy.
Tháng 12 năm 1978, Caldwell là thành viên, cùng với Elizabeth Becker và Richard Dudman, thuộc một nhóm các nhà báo và nhà văn phương Tây duy nhất được mời đến thăm Campuchia kể từ khi Khmer Đỏ lên nắm quyền vào tháng 4 năm 1975. Ba du khách đã được tham gia một chuyến đi thăm đất nước được dàn xếp cao nhất. "Chúng tôi đi du lịch trong cơn ảo tưởng," Becker viết. "Không ai được phép nói chuyện với tôi một cách tự do." Vào ngày 22 tháng 12, Caldwell có một buổi tiếp kiếp riêng với Pol Pot, lãnh đạo của Campuchia. Sau cuộc gặp gỡ, ông trở lại nhà khách ở Phnôm Pênh nơi ba người đang ở trong một tâm trạng được mô tả là "hưng phấn". Khoảng 11 giờ tối đêm đó Becker bị đánh thức bởi tiếng súng. Cô bước ra khỏi phòng ngủ và thấy một người đàn ông Campuchia có vũ trang tận răng đã chĩa súng lục vào cô. Cô chạy lại vào phòng và nghe thấy tiếng người di chuyển và nhiều tiếng súng. Một giờ sau, một người Campuchia đến gõ cửa phòng ngủ của cô và nói với cô rằng Caldwell đã chết. Cô và Dudman đi đến phòng ông. Caldwell đã bị bắn vào ngực và thi thể của một người đàn ông Campuchia cũng ở trong phòng, có thể là cùng một người đã chĩa súng lục vào Becker.
Động cơ vụ sát hại Caldwell vẫn chưa được giải thích. Andrew Anthony, viết trên tờ The Guardian, lưu ý: "Chắc chắn phải có một số vụ việc liên quan nội bộ, vì các vị khách được bảo vệ. Nhưng ai đã chỉ thị cho các vệ sĩ, và tại sao họ làm như vậy, vẫn là một chủ đề của sự suy đoán." Nhà báo Wilfred Burchett và một số thành viên gia đình của Caldwell tin rằng Caldwell đã bị giết theo lệnh của Pol Pot, có thể sau khi xảy ra bất đồng giữa hai người trong cuộc gặp gỡ của họ. Ngoài ra, bốn lính canh tại nhà khách đã bị bắt và hai người trong số họ "thú nhận" sau khi bị tra tấn tại nhà tù S-21 của Khmer Đỏ rằng những kẻ giết người là những kẻ lật đổ đang cố gắng phá hoại chế độ Khmer Đỏ và Caldwell đã bị giết "nhằm ngăn cản Đảng tập hợp bạn bè trên thế giới". Ba ngày sau khi Caldwell bị giết, Chiến tranh biên giới Tây Nam xảy ra và sớm chấm dứt chính quyền Khmer Đỏ. Theo Becker: "Cái chết của Malcolm Caldwell là do sự điên rồ của chế độ mà anh ta công khai ngưỡng mộ."

## Tác phẩm
- Hunger and the Bomb (pamphlet). CND. tháng 3 năm 1967.
- The Modern World: Indonesia. Oxford University Press. 1968.
- (với James Lewis Henderson) (1968). The Chainless Mind: A Study of Resistance and Liberation (Twentieth Century Themes). Hamish Hamilton.
- (biên tập viên) (1972). Socialism and the environment: essays. Nottingham: Spokesman Books.
- The Energy of Imperialism and the Imperialism of Energy (booklet). 1972.
- (với Lek Tan) (1973). Cambodia in the Southeast Asian War. Monthly Review Press.
- Ten years' military terror in Indonesia. Nottingham: Spokesman Books. 1976.
- (với Umberto Melotti) (1977). Marx and the Third World. Macmillan.
- The Wealth of Some Nations: Introduction to the Study of Political Economy. London: Zed Books. 1977.
- (với David Elliott) (1978). Thailand: Origins of Military Rule. London: Zed Books.
- (với số khác) (1978). Thailand: Roots of Conflict. Nottingham: Spokesman Books.
- (với N. Jeffrey) (1978). Planning and Urbanism in China (Progress in Planning). Elsevier.
- (với Mohamed Amin) (1978). Malaya: The Making of a Neo-colony. Nottingham: Spokesman Books.
- (1979) Lee Kuan Yew: The Man, His Mayoralty and His Mafia.